# Ólafur Gottskálksson
Ólafur „Ole“ Gottskálksson (* 12. März 1968 in Keflavík) ist ein ehemaliger isländischer Fußballnationalspieler, der als Fußballtorhüter fünf Länderspiele für Island bestritten hat und außerdem für die Basketballnationalmannschaft von Island aktiv war.
Ólafur spielte bei den isländischen Erstligisten ÍA Akranes und KR Reykjavík, ehe er zum Keflavík ÍF wechselte. 1997 wurde er für 200.000 Pfund an den schottischen Verein Hibernian Edinburgh verkauft. Dort spielte er 70-mal, ehe er 2000 nach England zum FC Brentford wechselte. Bei dem Verein, für den er 73-mal auflief, musste er den Torwarttrainer selbst bezahlen.
Nach einer kurzen Rückkehr nach Island zu UMF Grindavík, ging er wieder nach England zum FC Margate in die Nationwide Conference, ehe ihn Torquay United im September 2004 als Nachfolger von Arjan van Heusden verpflichtete.
Bei einem Routine-Dopingtest im Januar 2005 floh er nach einem Blick auf die Liste der verbotenen Substanzen. Im Juni 2005 sperrte ihn die Football Association daraufhin auf unbestimmte Zeit.